# Dal tramonto all'alba - La serie
Dal tramonto all'alba - La serie (From Dusk till Dawn: The Series) è una serie televisiva statunitense creata da Robert Rodriguez, tratta dal film del 1996 Dal tramonto all'alba.
La serie ripropone e approfondisce i personaggi presenti nel film del 1996, tra cui i fratelli Gecko e la famiglia Fuller, con forti influenze dai restanti film della saga; Dal tramonto all'alba 2 - Texas, sangue e denaro e Dal tramonto all'alba 3 - La figlia del boia.
La serie è trasmessa dall'11 marzo 2014 sul canale televisivo El Rey Network, fondato dallo stesso Rodriguez. Oltre ad aver creato la serie, Rodriguez è anche produttore esecutivo, sceneggiatore e regista di alcuni dei 10 episodi che compongono la prima stagione. Carlos Coto è produttore esecutivo e showrunner della serie.
In Italia va in onda dal 24 settembre 2015 su Rai 4.
La serie è stata cancellata dopo la terza stagione, anche se non vi è alcuna notizia. Gli attori hanno risolto i loro contratti il 31 ottobre 2016.

## Trama
Nel sud degli Stati Uniti, i due fratelli Seth e Richard Gecko sono ricercati a seguito di una rapina in banca finita in tragedia; sulle loro tracce si mette anche il giovane ranger Freddie Gonzalez, deciso a vendicare il proprio mentore Earl McGraw, ucciso dai due fratelli nella loro rocambolesca fuga. I criminali, che puntano a raggiungere la frontiera messicana, prendono in ostaggio Jacob Fuller, pastore cristiano in crisi spirituale, e i suoi figli Scott e Kate, con cui l'uomo stava andando in vacanza. Indirizzati dal mandante della rapina, il signore della droga Carlos Madrigal, verso uno strip club popolato da vampiri, per sopravvivere tutti loro dovranno combattere "dal tramonto all'alba".

## Episodi
Il 26 marzo 2014 la serie viene rinnovata per una seconda stagione composta da 10 episodi. Il 26 ottobre 2015 viene rinnovata per una terza stagione sempre da 10 episodi.
| Stagione         | Episodi | Prima TV originale | Prima TV Italia |
| ---------------- | ------- | ------------------ | --------------- |
| Prima stagione   | 10      | 2014               | 2015            |
| Seconda stagione | 10      | 2015               | 2016            |
| Terza stagione   | 10      | 2016               | 2017            |

## Personaggi ed interpreti

### Principali
- Seth Gecko (stagioni 1-3), interpretato da D. J. Cotrona
- Richard "Richie" Gecko (stagioni 1-3), interpretato da Zane Holtz
- Santanico Pandemonium/Kisa (stagioni 1-3), interpretata da Eiza González
- Freddie Gonzalez (stagioni 1-3), interpretato da Jesse Garcia
- Katherine "Kate" Fuller (stagioni 1-3), interpretata da Madison Davenport
- Scott Fuller (stagioni 1-3), interpretato da Brandon Soo Hoo
- Carlos Madrigal (stagioni 1-3), interpretato da Wilmer Valderrama
- Professor Aidan "Sex Machine" Tanner (stagioni 2-3, ricorrente stagione 1), interpretato da Jake Busey
- Lord Amancio Malvado (stagione 2), interpretato da Esai Morales
- The Regulator (stagione 2), interpretato da Danny Trejo
- Jacob Fuller (stagione 1), interpretato da Robert Patrick
- Earl McGraw (stagione 1, ricorrente stagione 2), interpretato da Don Johnson (stagione 1) e da Jesse Johnson (stagione 2)

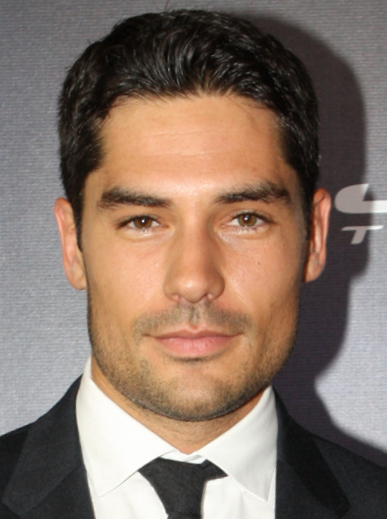
D. J. Cotrona interpreta Seth Gecko
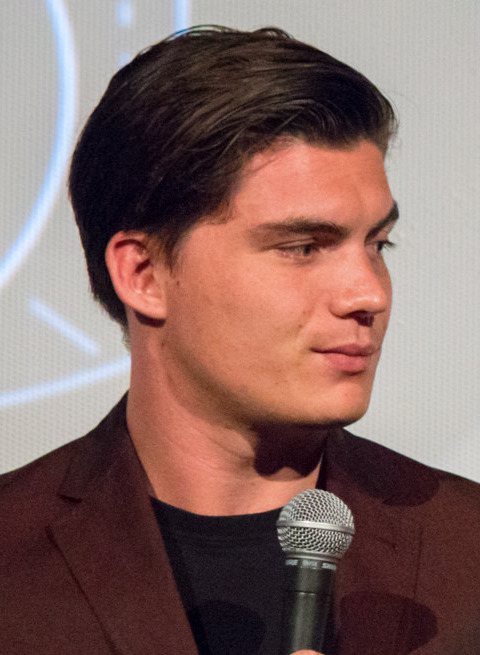
Zane Holtz interpreta Richard "Richie" Gecko
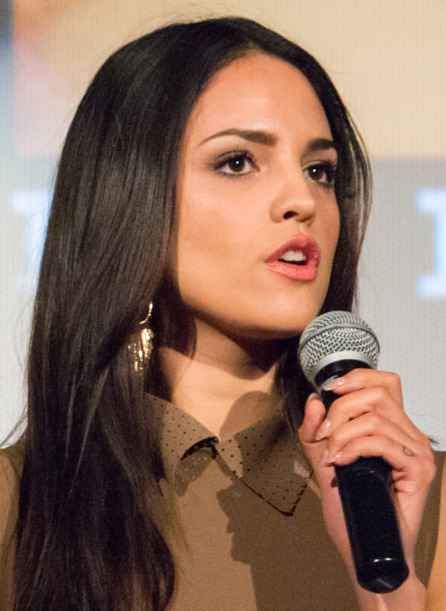
Eiza González interpreta Santanico Pandemonium
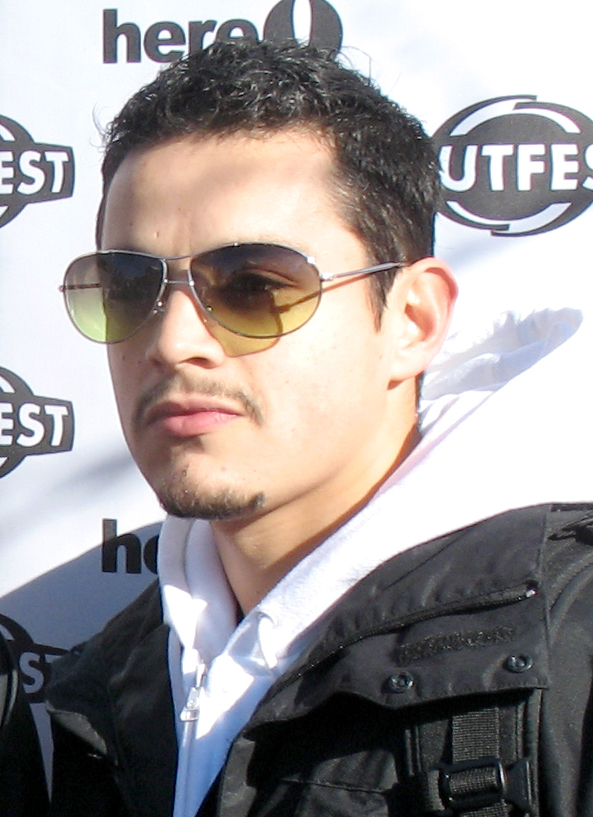
Jesse Garcia interpreta Freddie Gonzalez
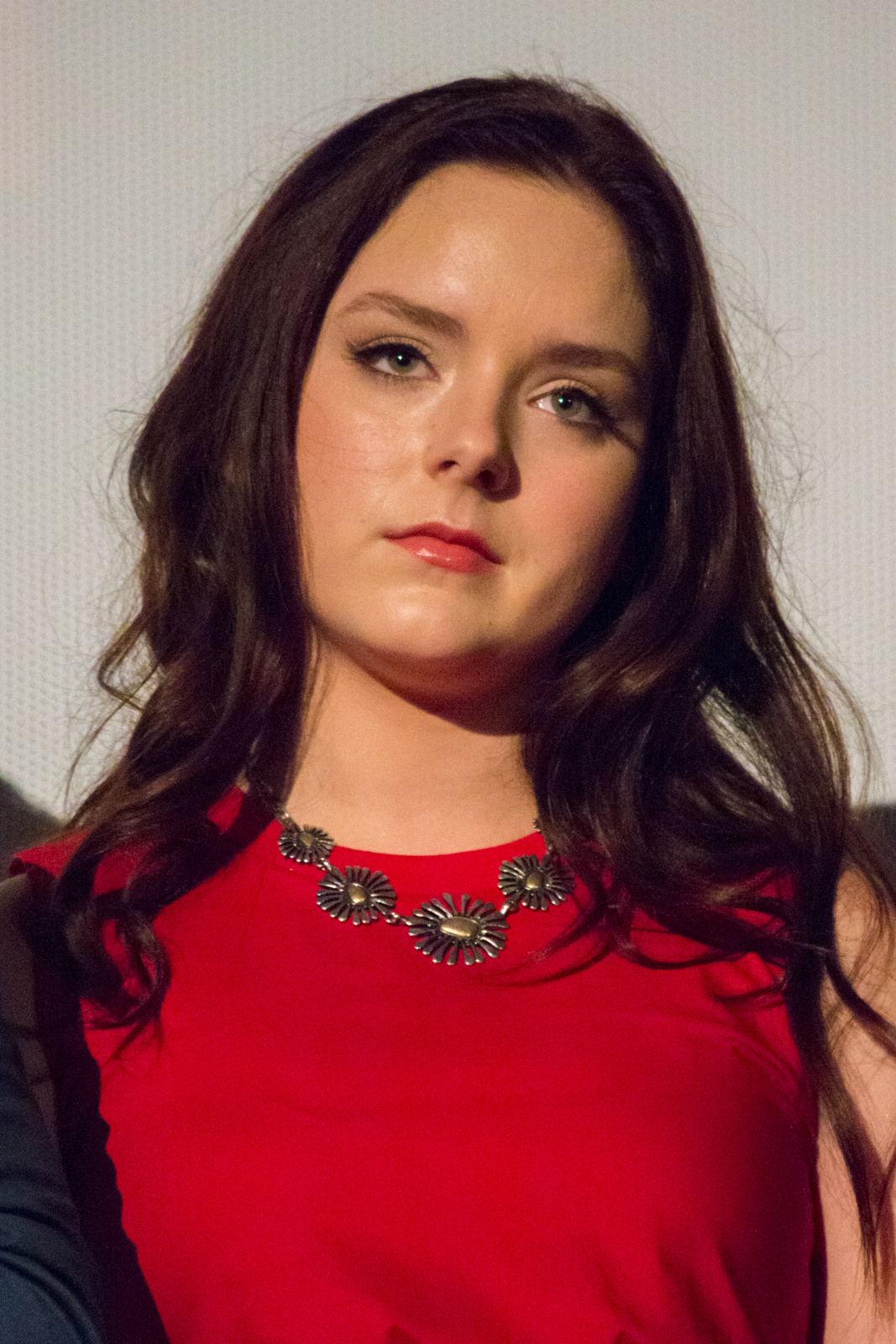
Madison Davenport interpreta Kate Fuller
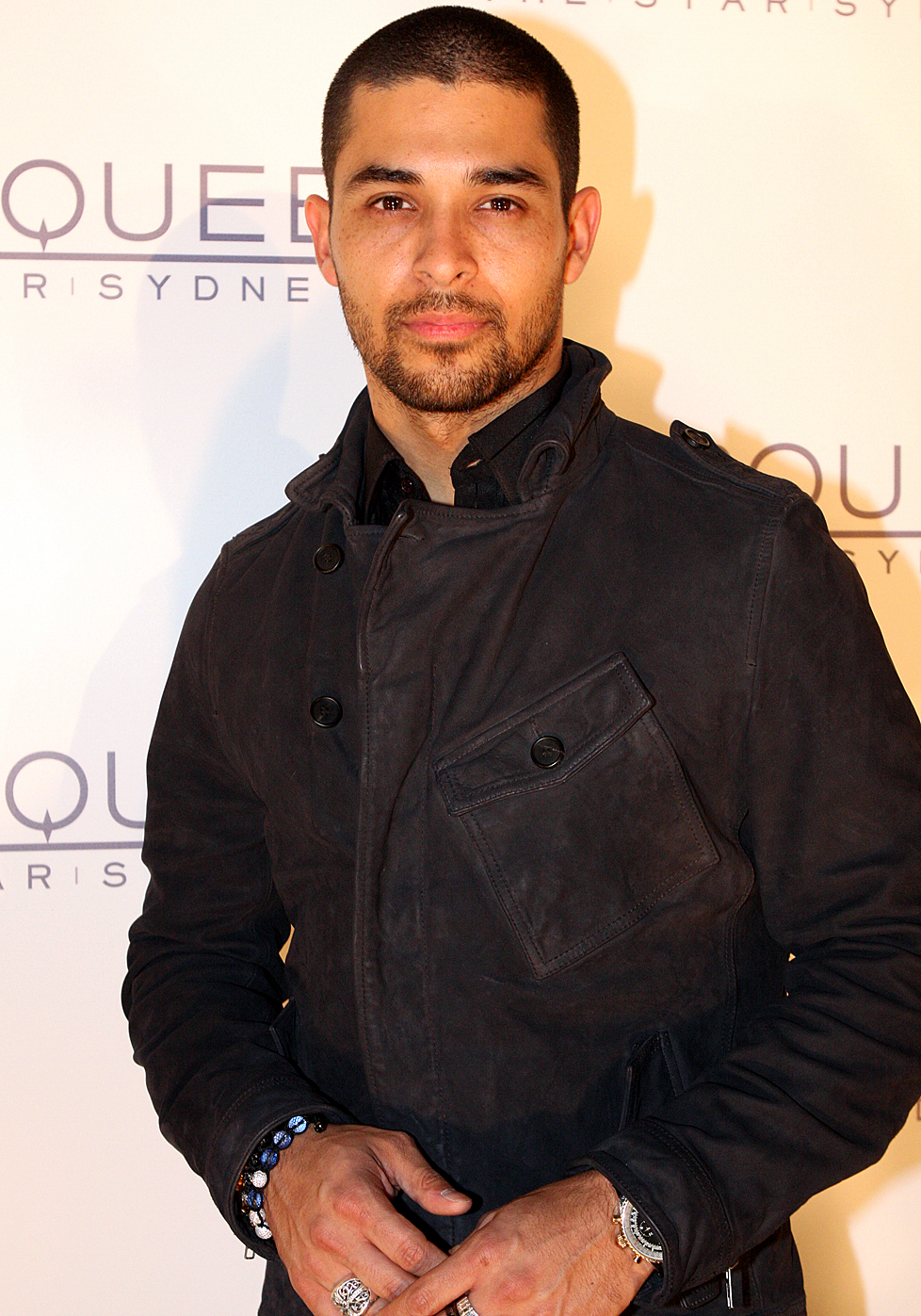
Wilmer Valderrama interpreta Carlos Madrigal
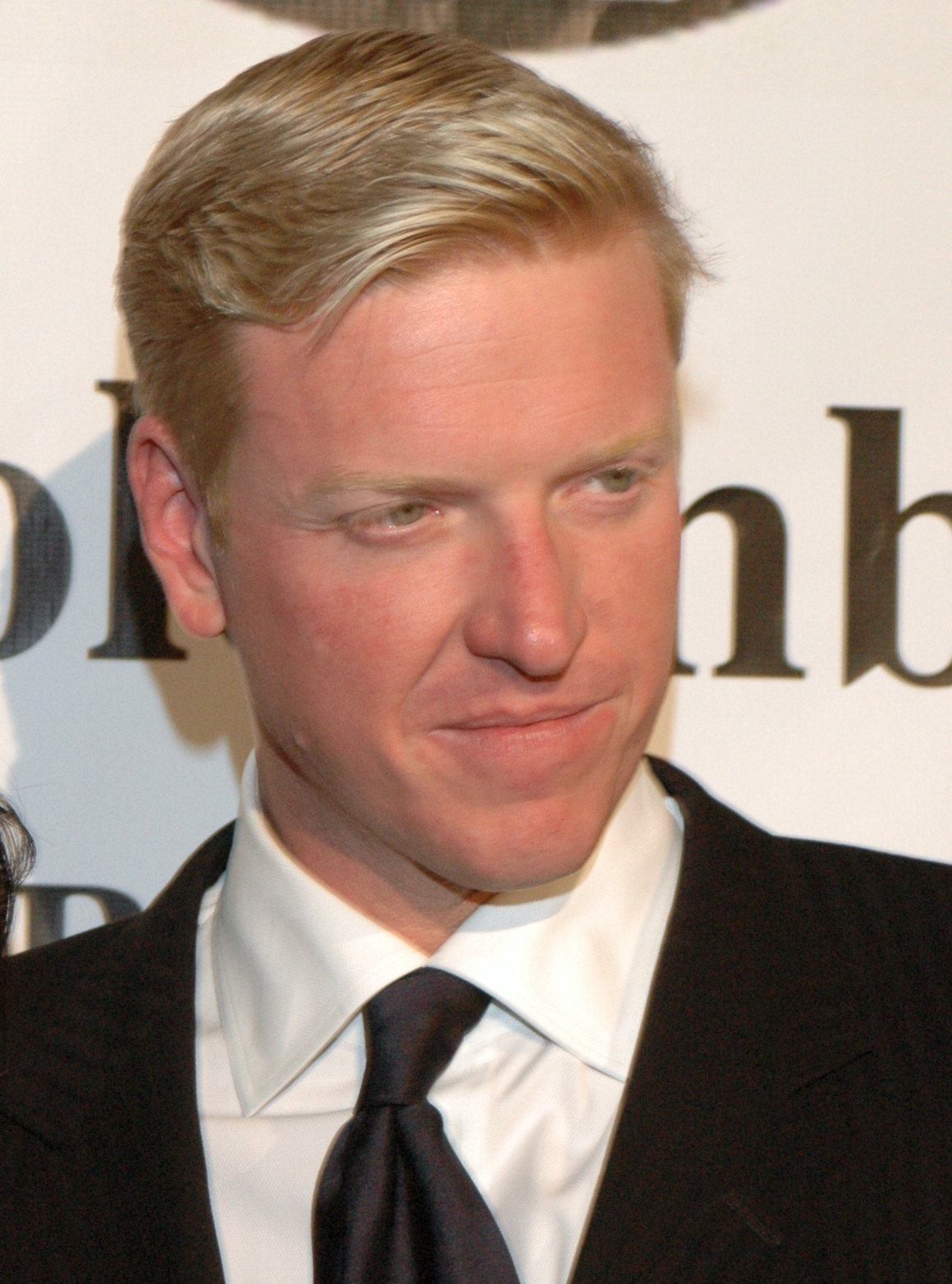
Jake Busey interpreta Aidan "Sex Machine" Tanner
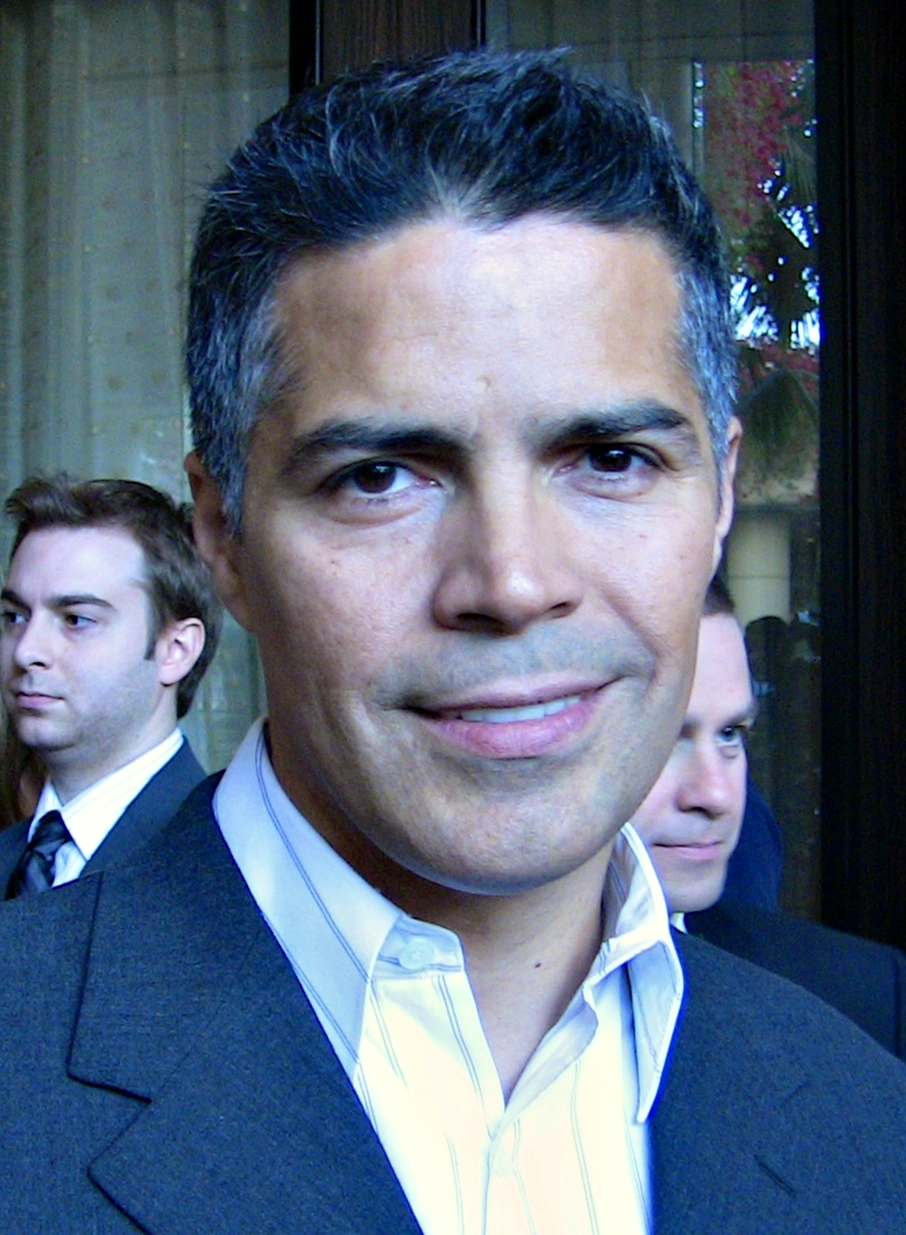
Esai Morales interpreta Lord Amancio Malvado
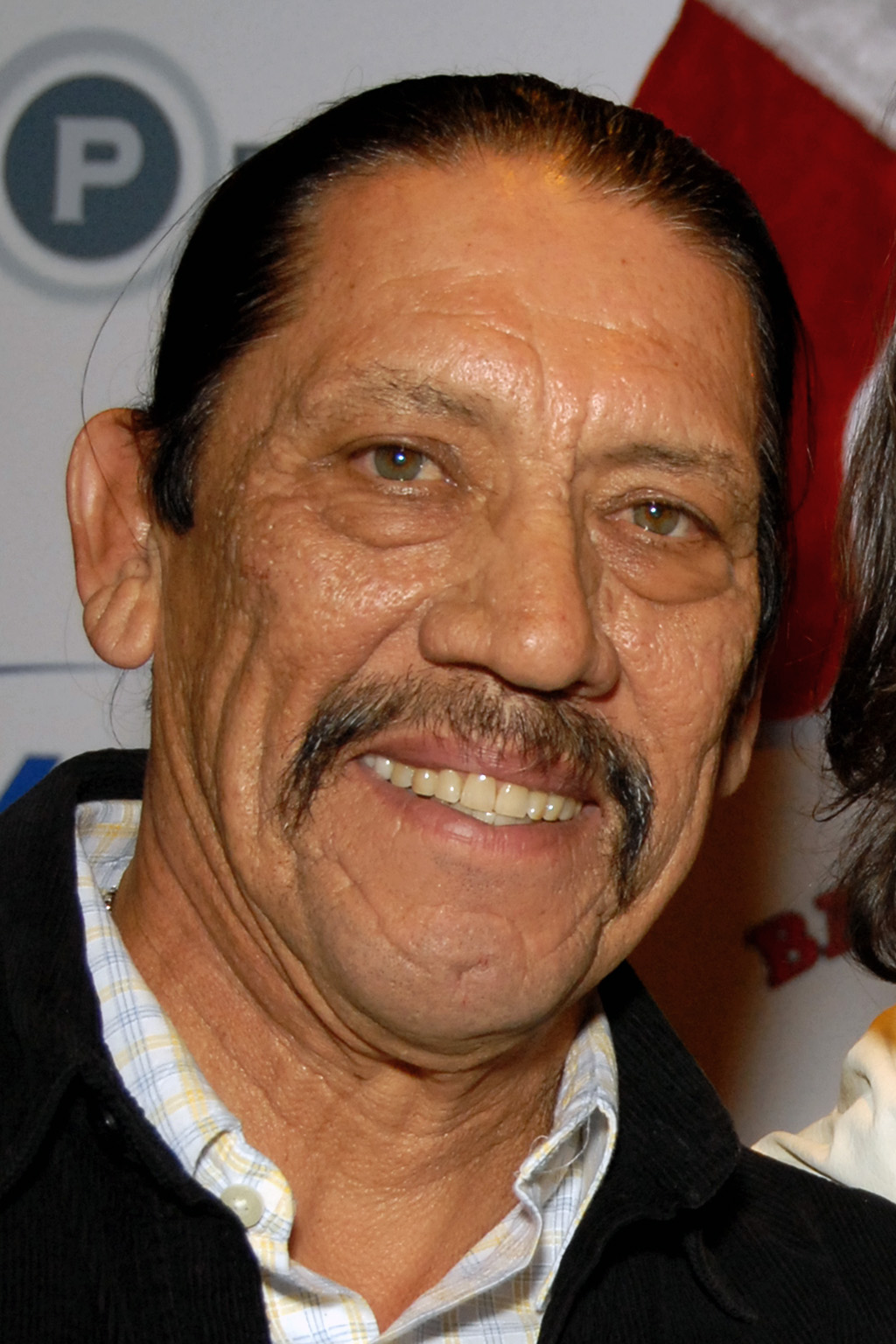
Danny Trejo interpreta The Regulator
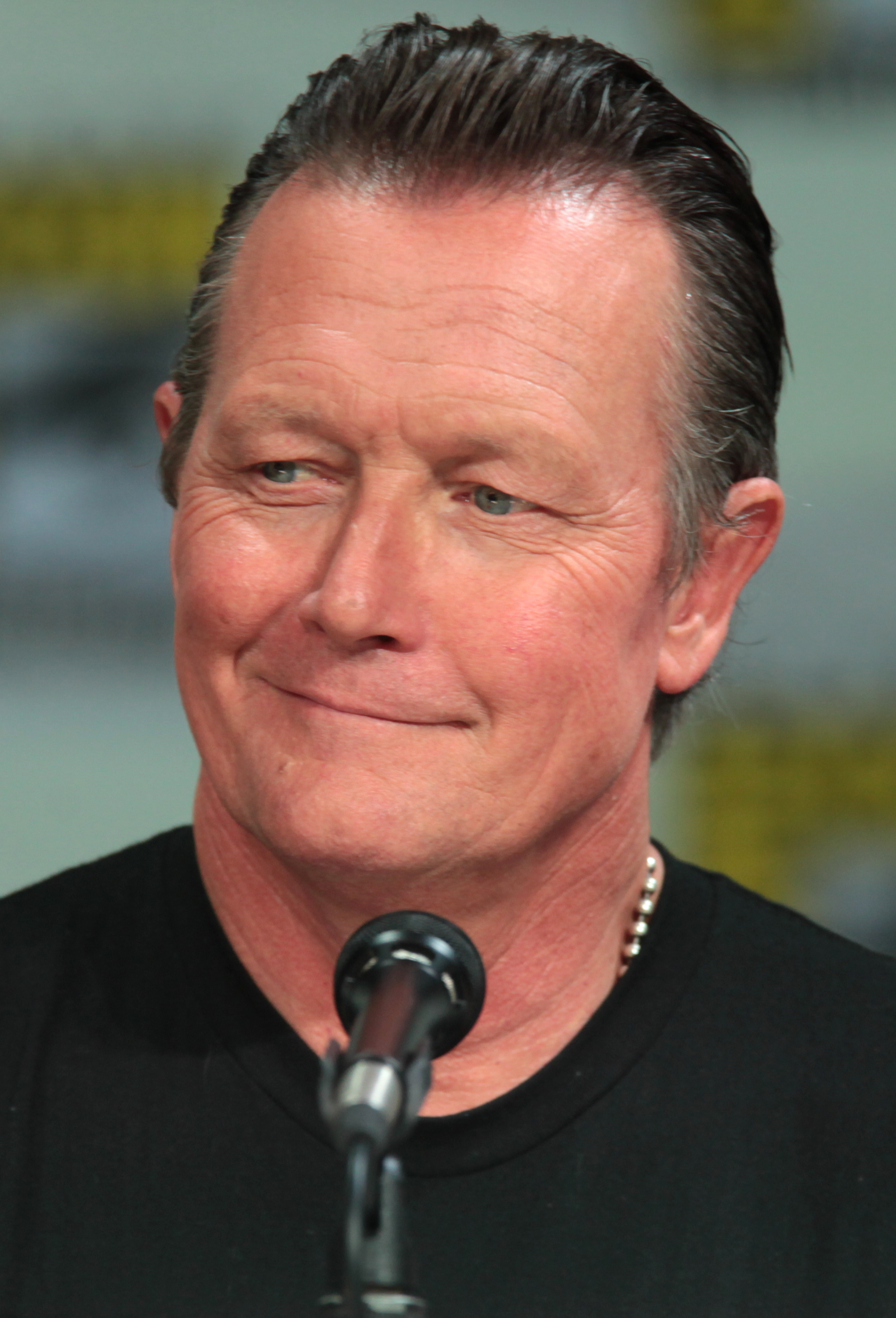
Robert Patrick interpreta Jacob Fuller
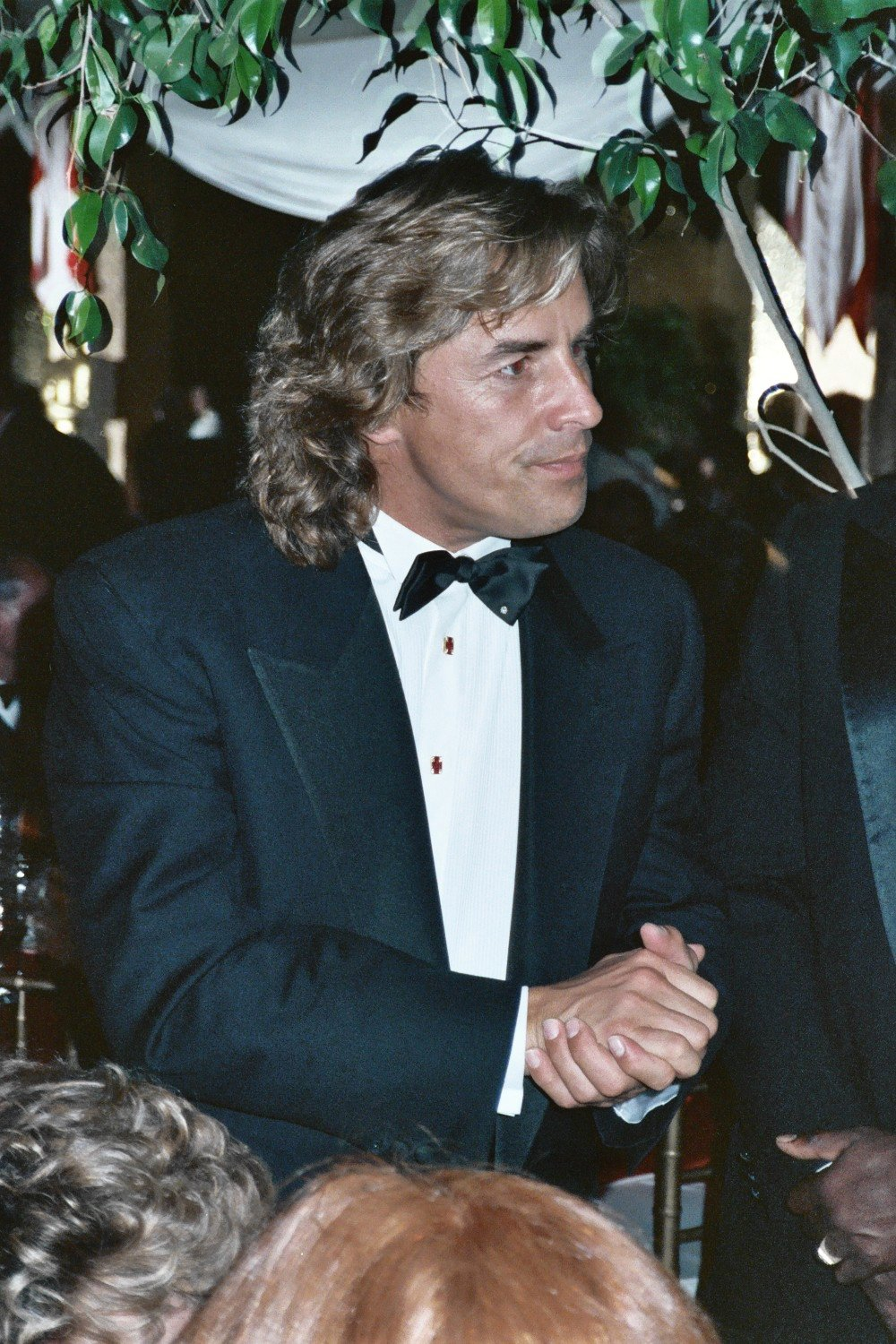
Don Johnson interpreta Earl McGraw (nella prima stagione)

### Ricorrenti
- Margaret Gonzalez (stagioni 1-3), interpretata da Jamie Tisdale
- Narciso Menendez (stagioni 1-2), interpretato da Manuel Garcia-Rulfo
- Capitano Chance Holbrook (stagioni 1-2), interpretato da Brandon Smith
- Pete (stagione 1), interpretato da Lane Garrison
- Monica Garza (stagione 1), interpretata da Samantha Esteban
- Jennifer Fuller (stagione 1), interpretata da Joanna Going
- Kyle Winthrop (stagione 1), interpretato da Collin Fish
- Frost (stagione 1), interpretato da Edrick Browne
- Padre Gecko (stagione 1), interpretato da James Remar
- Big Jim (stagione 1), interpretato da William Sadler
- Vanessa Styles (stagione 1), interpretata da Adrianne Palicki
- Chet, Twister Doorman (stagione 1), interpretato da Jesse Borrego
- Razor Charlie (stagione 1), interpretato da Sam Medina
- Baltazar Ambrose (stagione 2), interpretato da David Maldonado
- Sonja Lam (stagione 2), interpretata da Briana Evigan
- Rafa Infante (stagione 2), interpretato da Patrick Davis
- Paloma Gutierrez (stagione 2), interpretata da Alicia Sanz
- Zio Eddie Cruickshank (stagione 2), interpretato da Jeff Fahey
- Nathan Blanchard (stagione 2), interpretato da Chris Browning
- Lord Celestino Oculto (stagione 2), interpretato da Hemky Madera
- Winchester Greely (stagione 2), interpretato da Jere Burns
- Maia (stagione 2), interpretata da Demi Lovato
- The Arbiter (stagione 2), interpretato da Gabriel Gutierrez
- Prospector (stagione 2), interpretato da Gary Busey
- J.D. (stagione 2), interpretato da Neal Kodinsky
- Ximena Vasconcelos (stagioni 2-3), interpretata da Emily Rios
- Lord Venganza Verdugo (stagione 3), interpretata da Ana de la Reguera
- Zolo (stagione 3), interpretato da Marko Zaror
- Burt (stagione 3), interpretato da Tom Savini
- Brassa (stagione 3), interpretato da Maurice Compte
- Gary Willet (stagione 3), interpretato da Robert Knepper
- Olmeca (stagione 3), interpretato da Shad Gaspard
- Manola Jimenez (stagione 3), interpretata da Gabrielle Walsh
- Caliman (stagione 3), interpretato da Dennis Keiffer
- Solaya/Itzpa (stagione 3), interpretata da Fernanda Andrade
- Generale Tatuaje (stagione 3), interpretato da Geno Segers
- Amaru (stagione 3), interpretata da Natalie Martinez

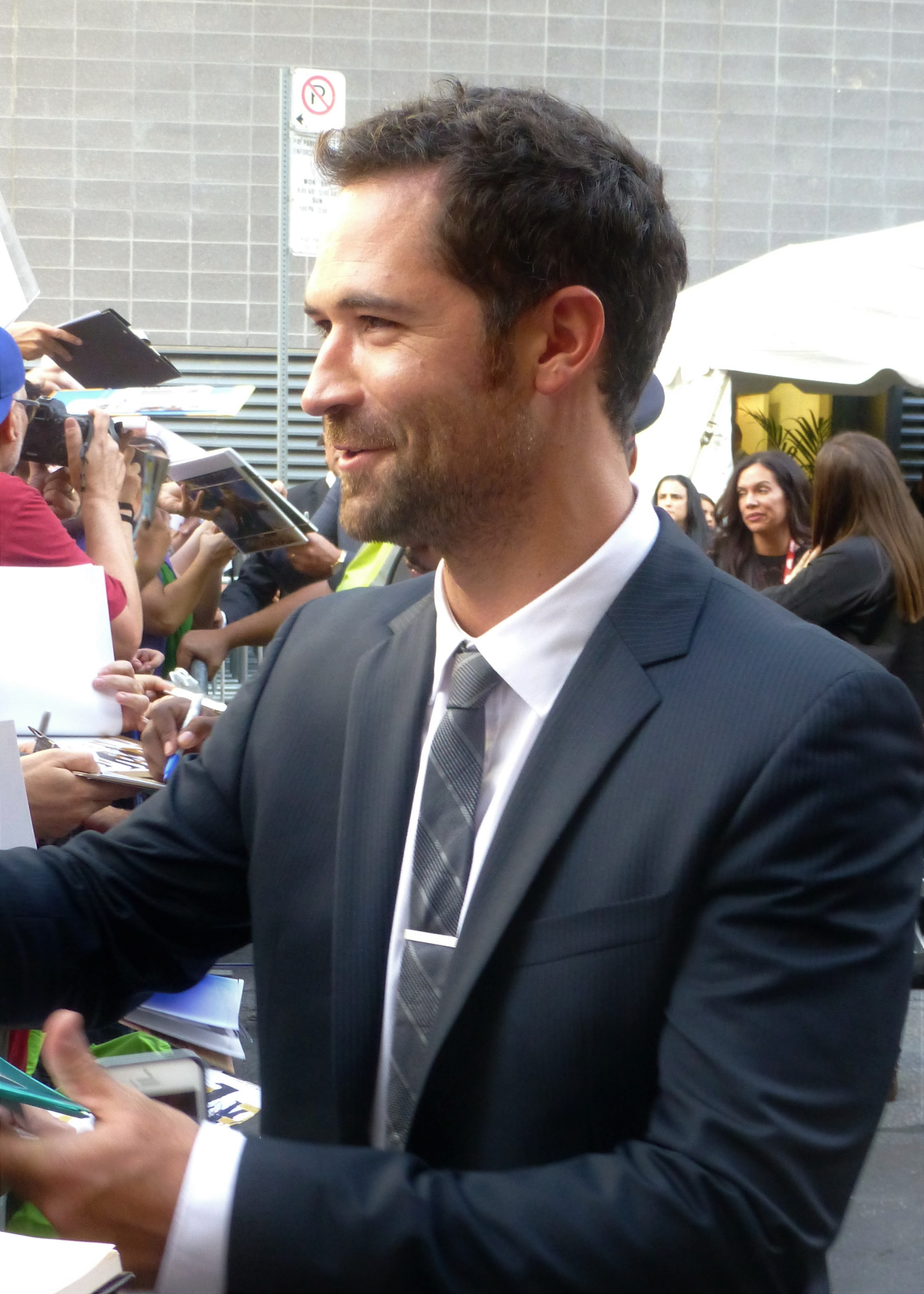
Manuel Garcia-Rulfo interpreta Narciso Menendez
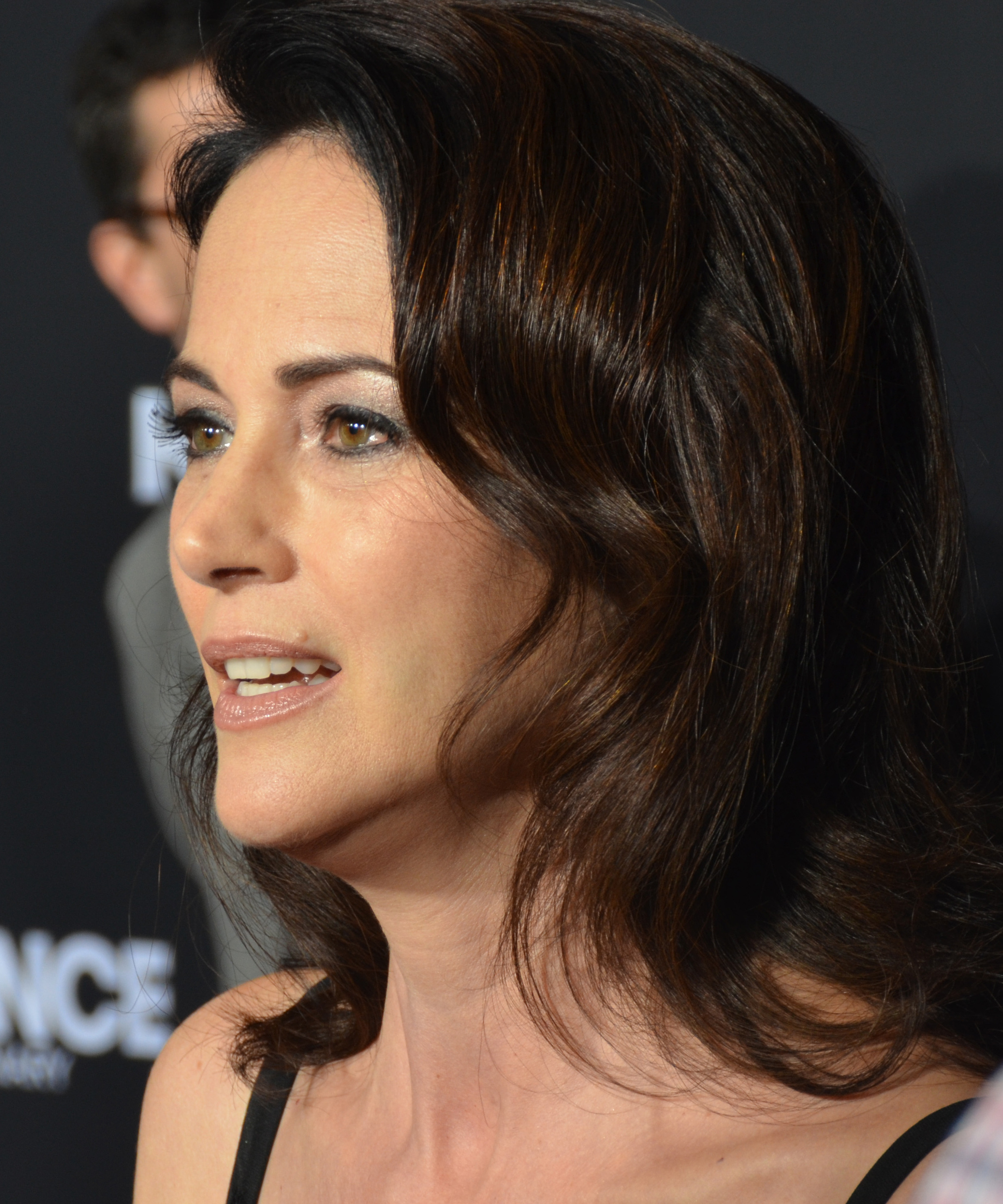
Joanna Going interpreta Jennifer Fuller
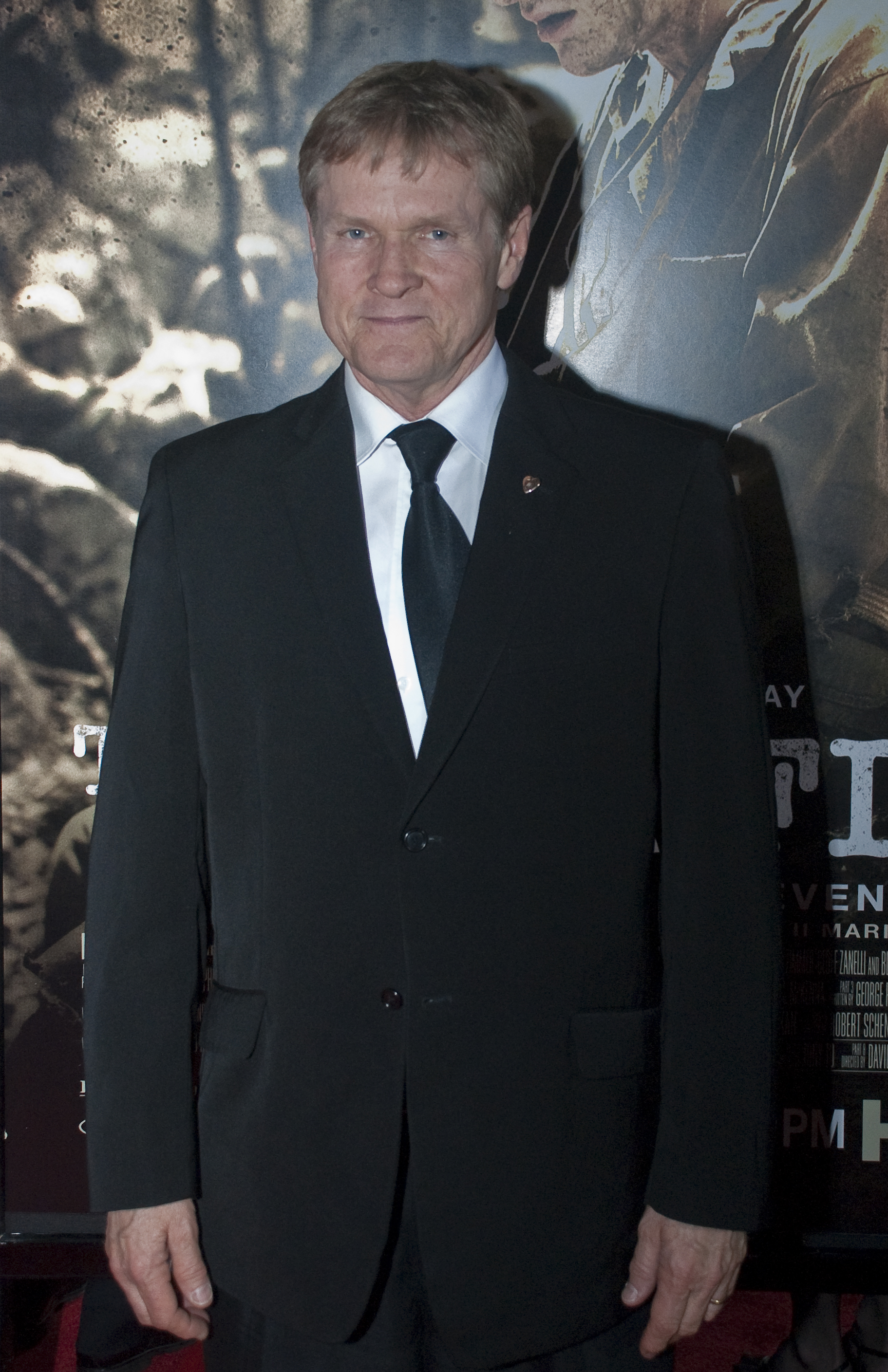
William Sadler interpreta Big Jim
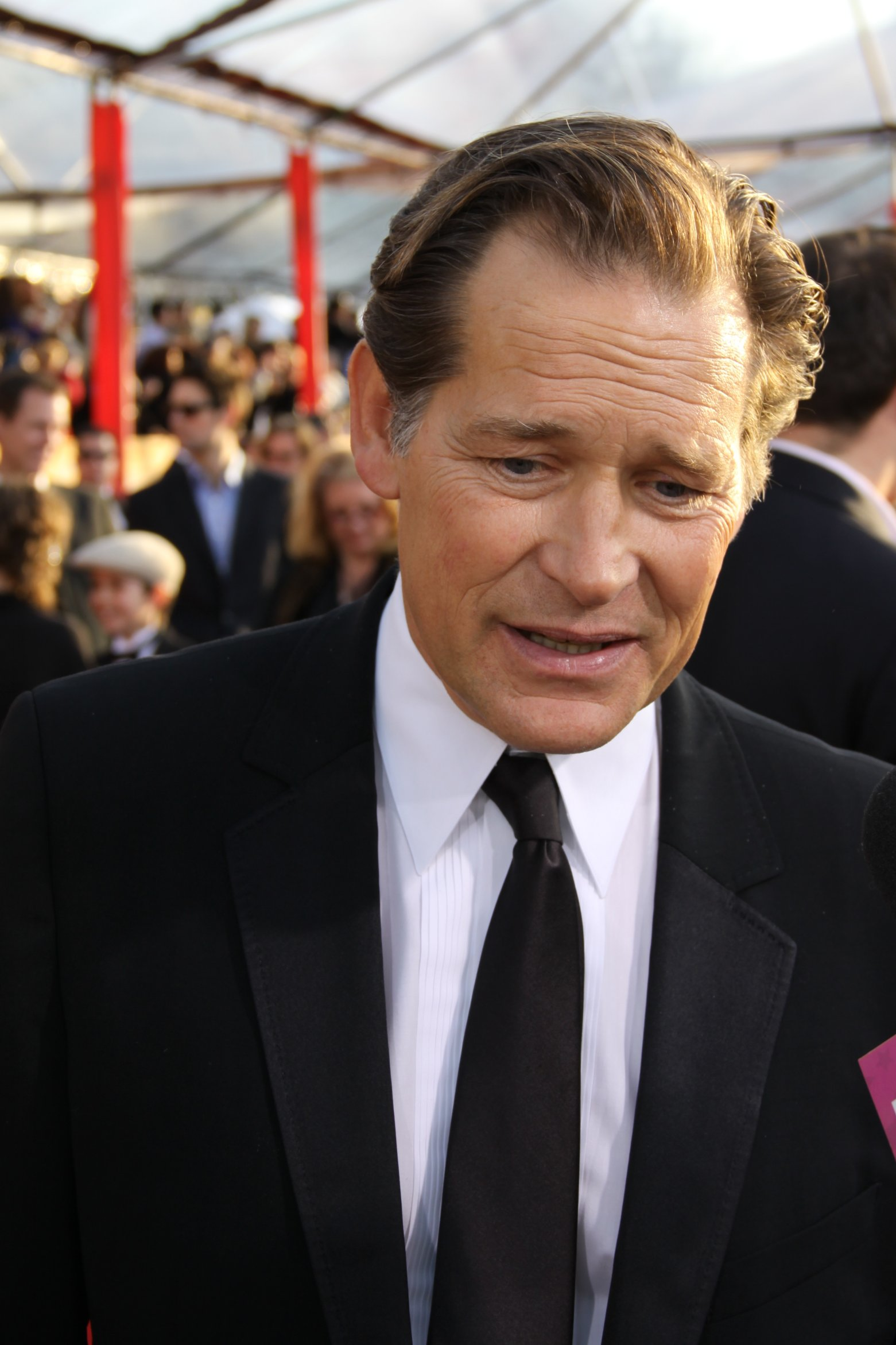
James Remar interpreta Padre Gecko
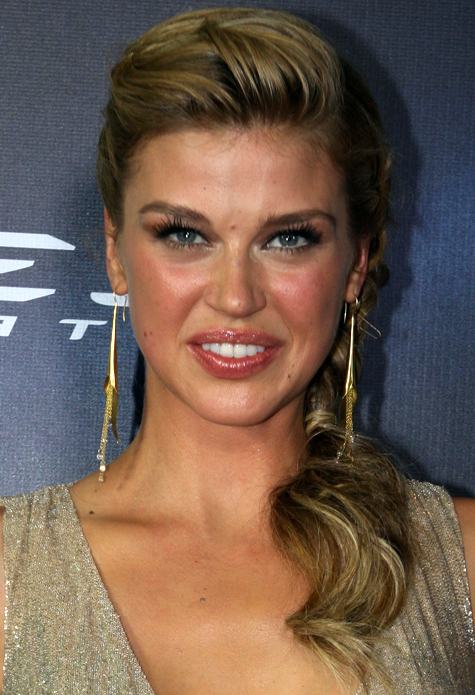
Adrianne Palicki interpreta Vanessa Styles
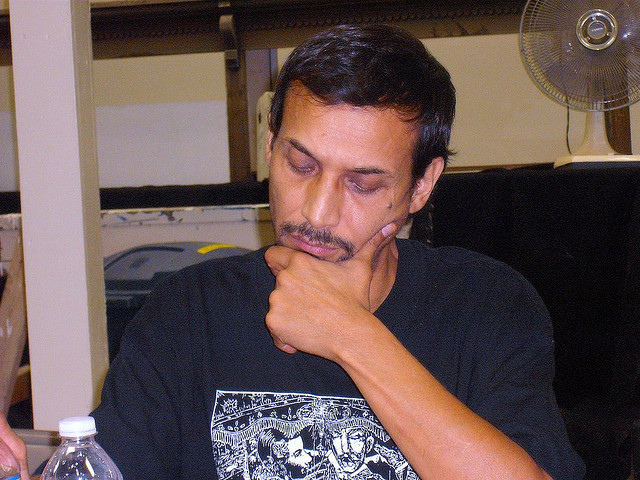
Jesse Borrego interpreta Twister Doorman
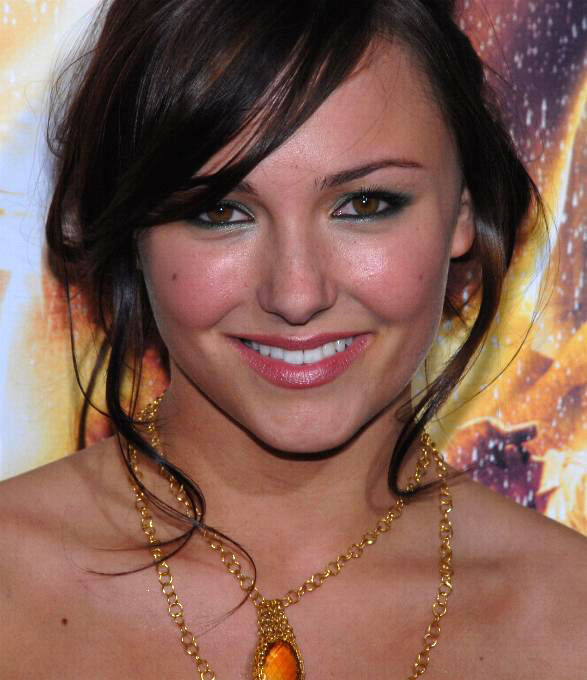
Briana Evigan interpreta Sonja Lam
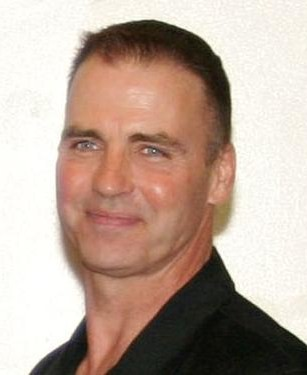
Jeff Fahey interpreta Eddie Cruickshank
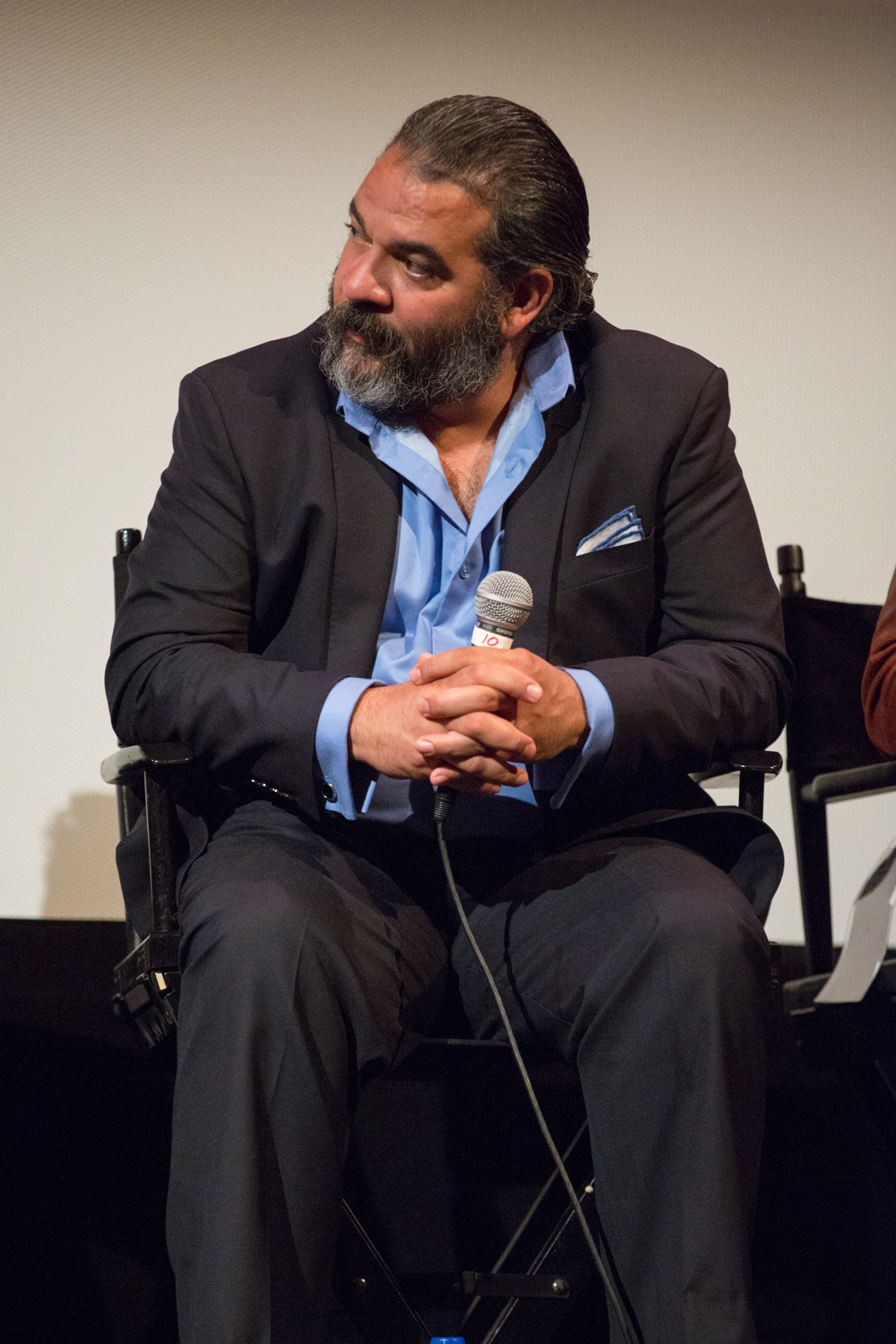
Hemky Madera interpreta Lord Celestino Oculto
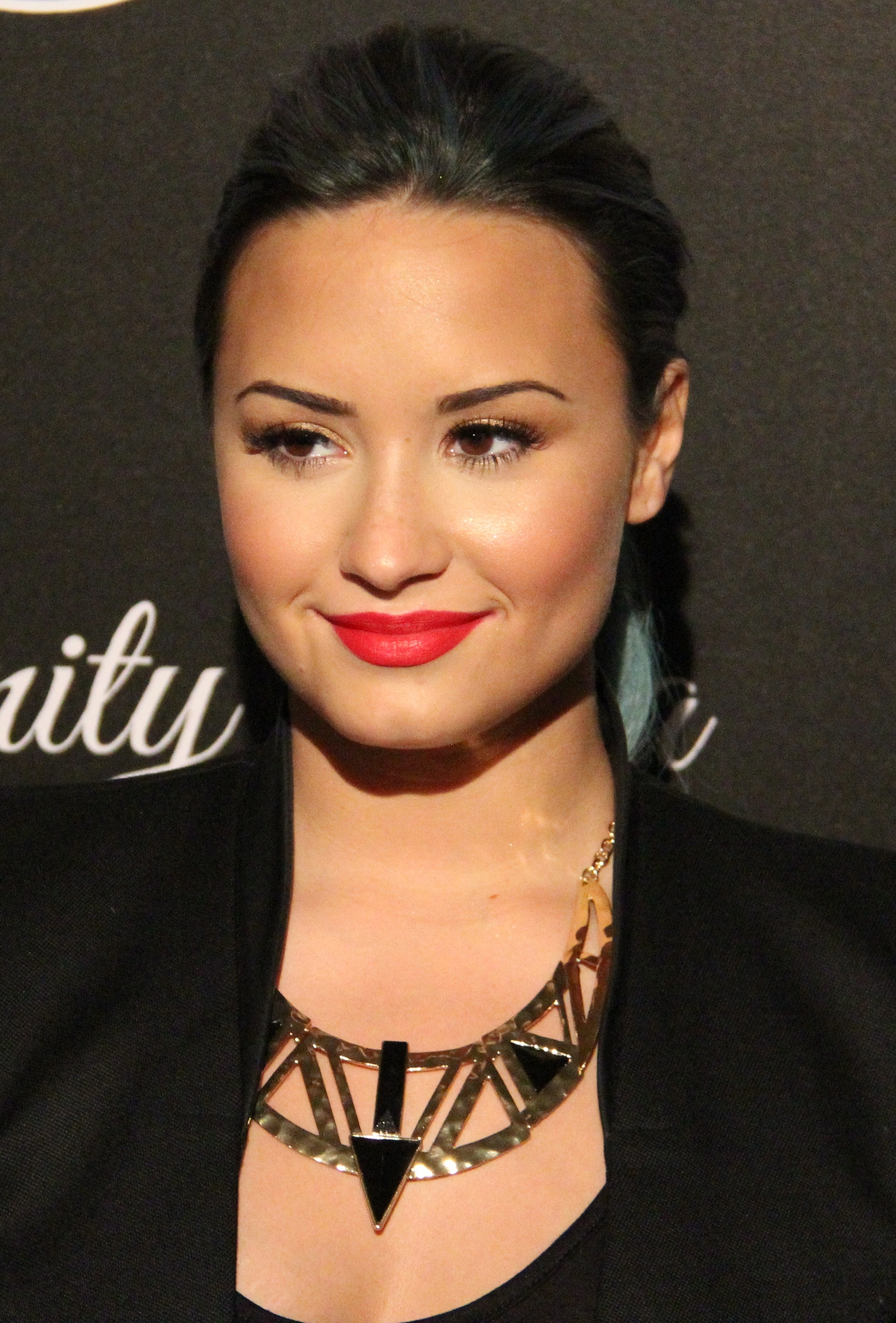
Demi Lovato interpreta Maia
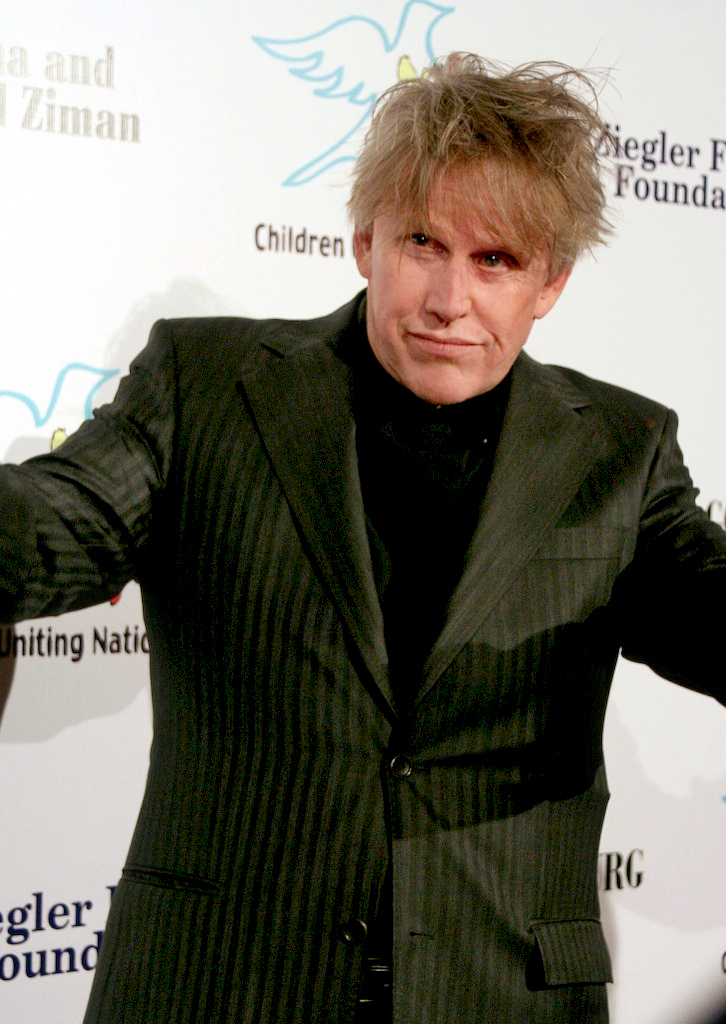
Gary Busey interpreta Prospector
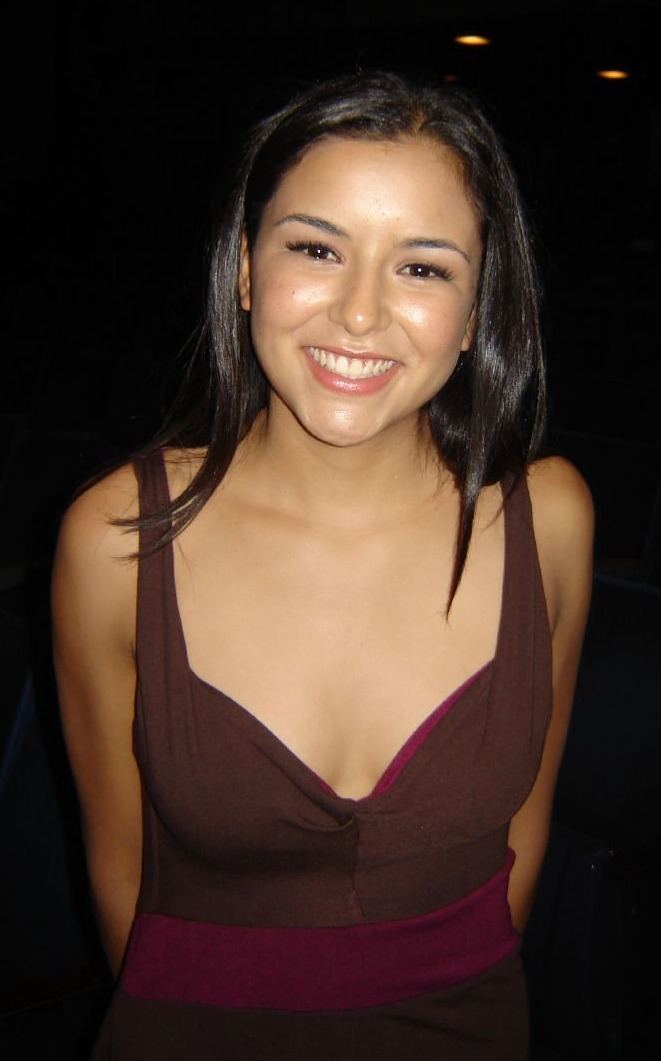
Emily Rios interpreta Ximena Vasconcelos
Marko Zaror interpreta Zolo
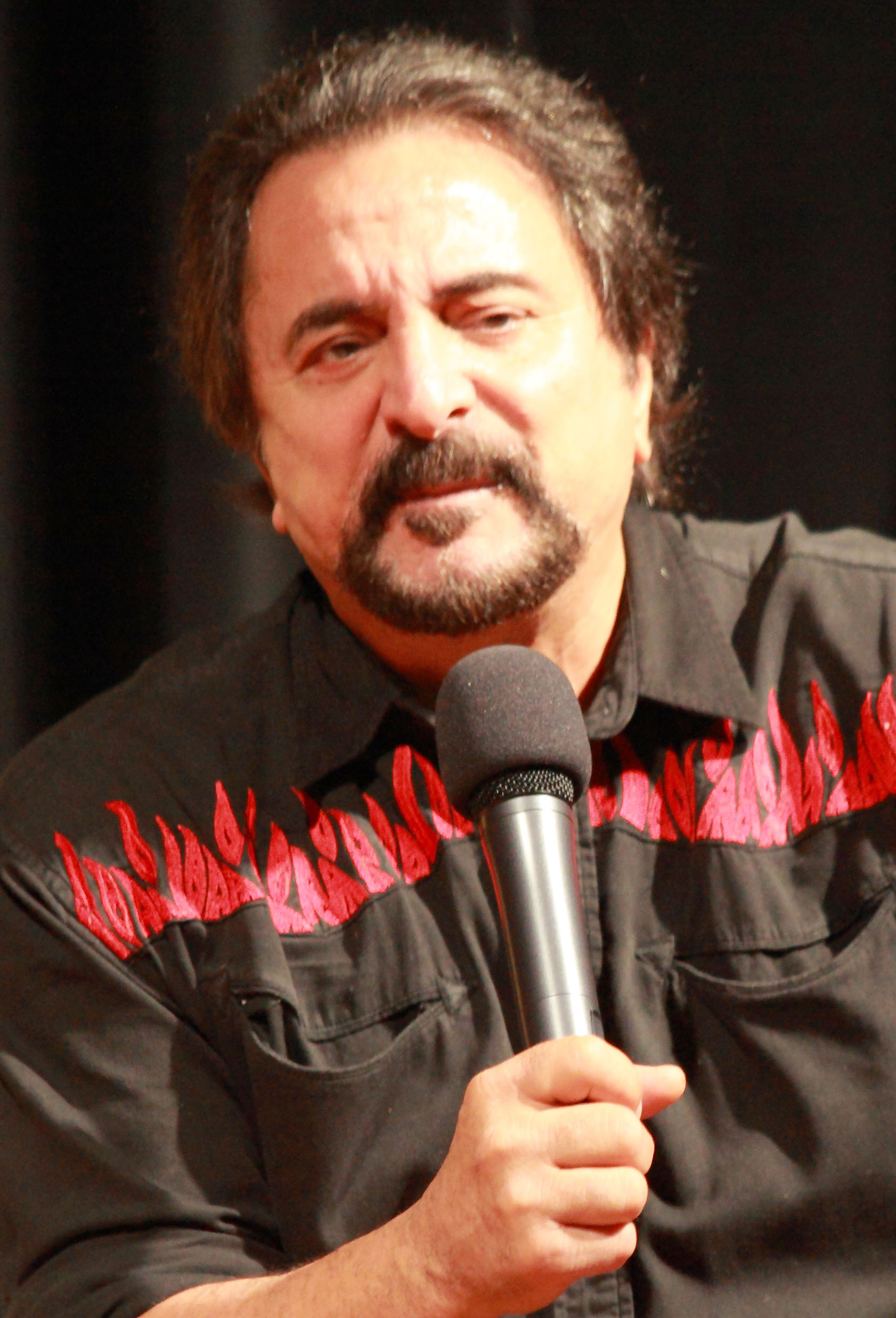
Tom Savini interpreta Burt
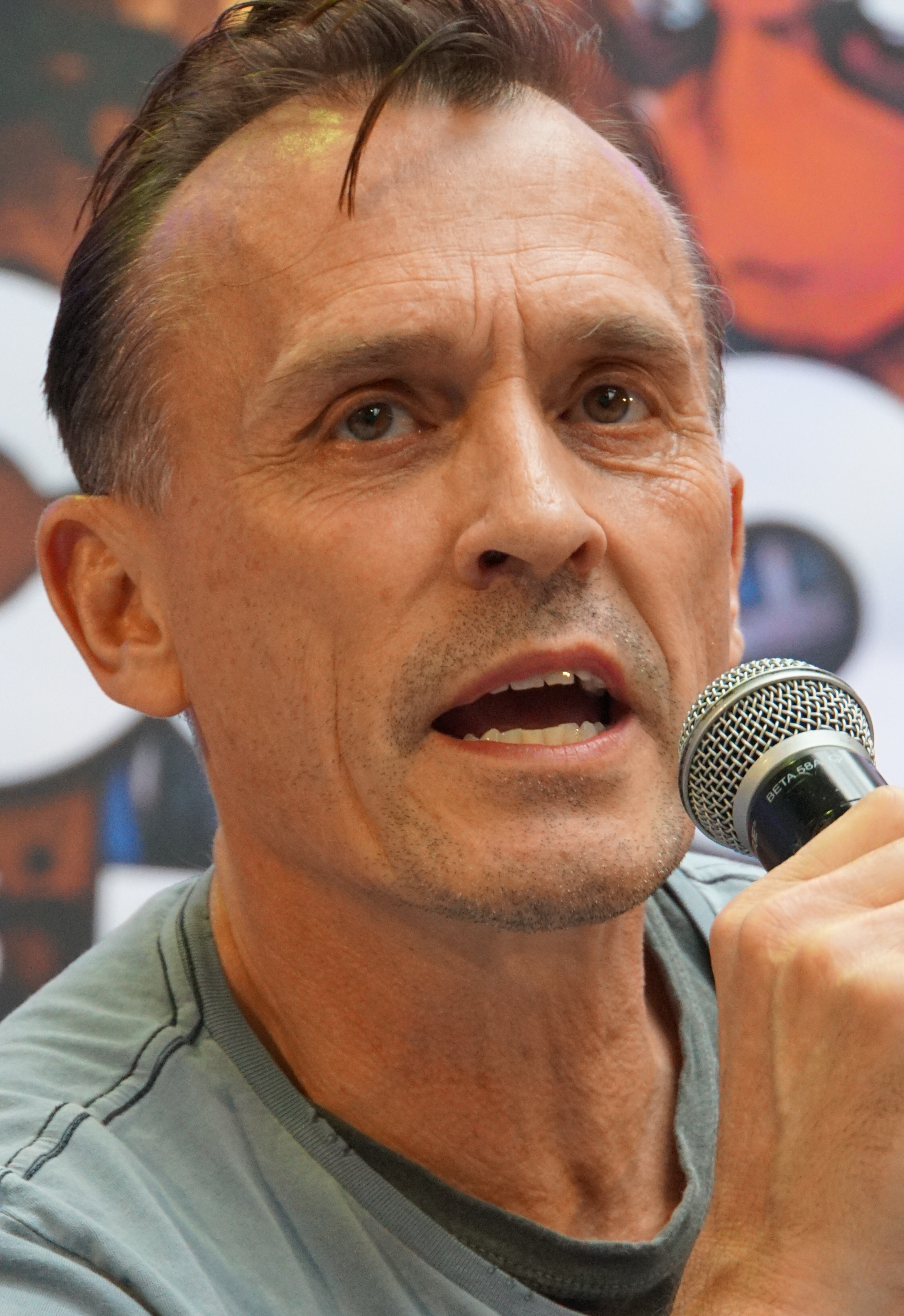
Robert Knepper interpreta Gary Willet
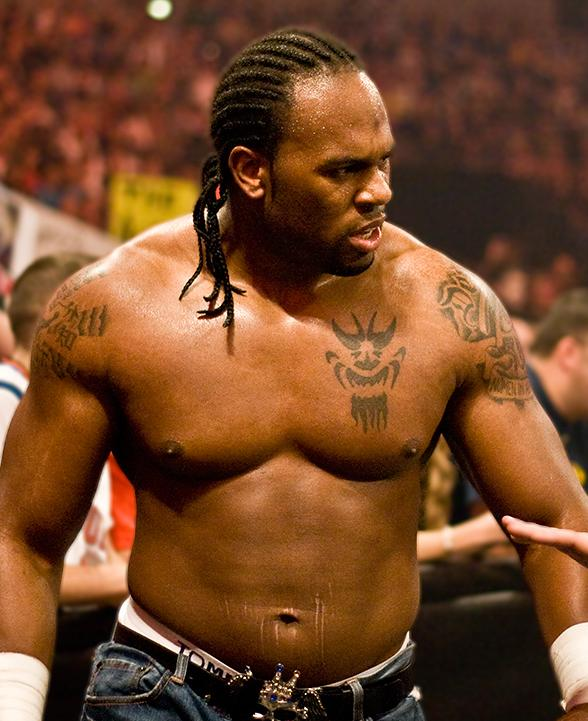
Shad Gaspard interpreta Olmeca
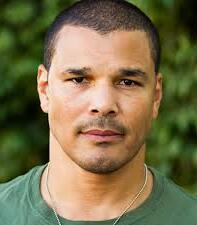
Geno Segers interpreta Generale Tatuaje
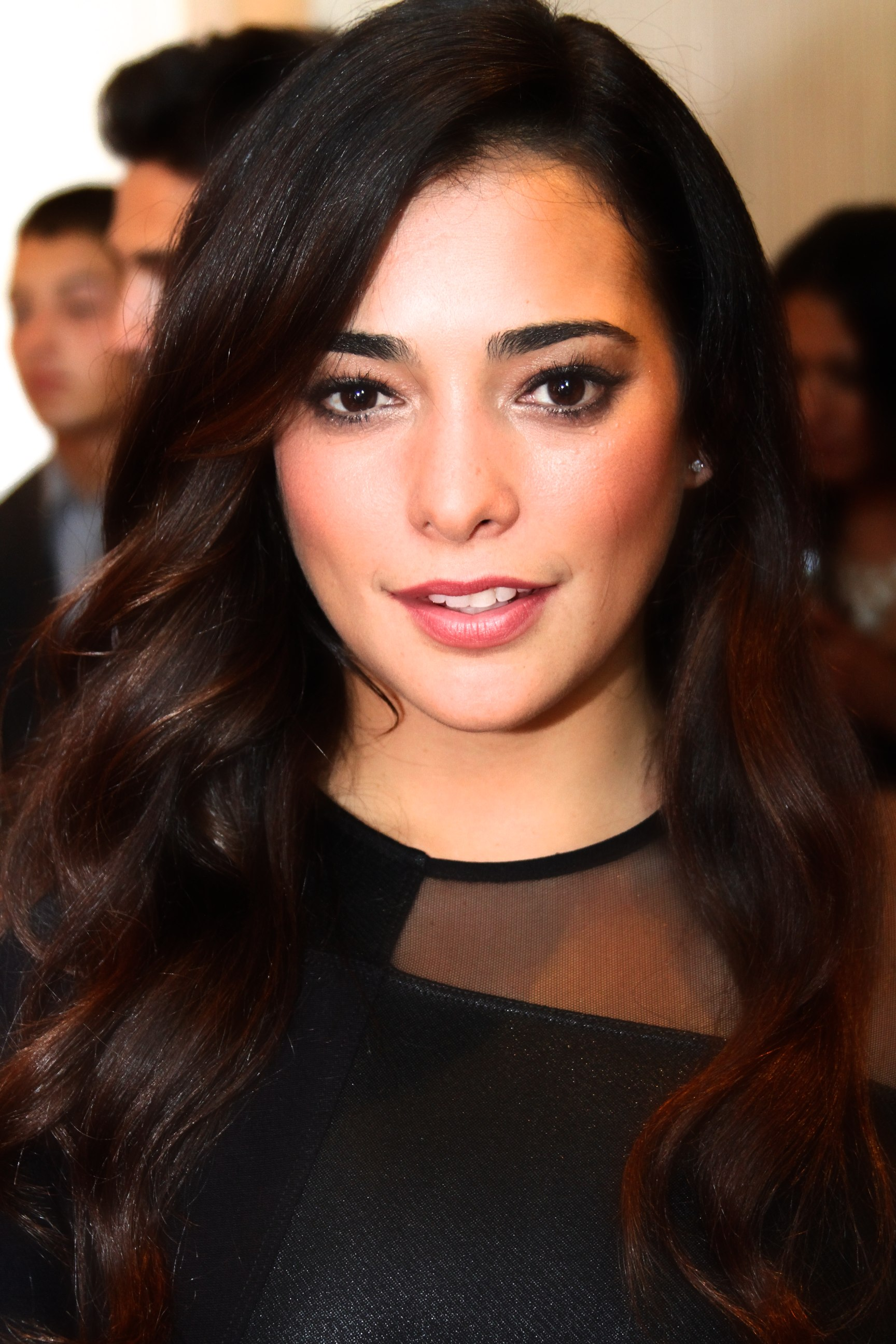
Natalie Martinez interpreta Amaru